# Gunung Mesir (Pasar Manna)
Gunung Mesir is een bestuurslaag in het regentschap Bengkulu Selatan van de provincie Bengkulu, Indonesië. Gunung Mesir telt 1130 inwoners (volkstelling 2010).